# 294 (číslo)
Dvě stě devadesát čtyři je přirozené číslo, které následuje po čísle dvě stě devadesát tři a předchází číslu dvě stě devadesát pět. Římskými číslicemi se zapisuje CCXCIV a řeckými číslicemi σϟδ.

## Matematika
294 je:
- Abundantní číslo
- Nešťastné číslo
- Nepříznivé číslo

## Astronomie
- (294) Felicia je planetka hlavního pásu, kterou objevil v roce 1890 Auguste Charlois

## Doprava
- Silnice II/294 je česká silnice II. třídy vedoucí na trase Rokytnice nad Jizerou – Vítkovice v Krkonoších[1]

## Roky
- 294
- 294 př. n. l.